# Montemignaio
Montemignaio är en ort och kommun i provinsen Arezzo i regionen Toscana i Italien. Kommunen hade 536 invånare (2018).